# 斯特林巴河

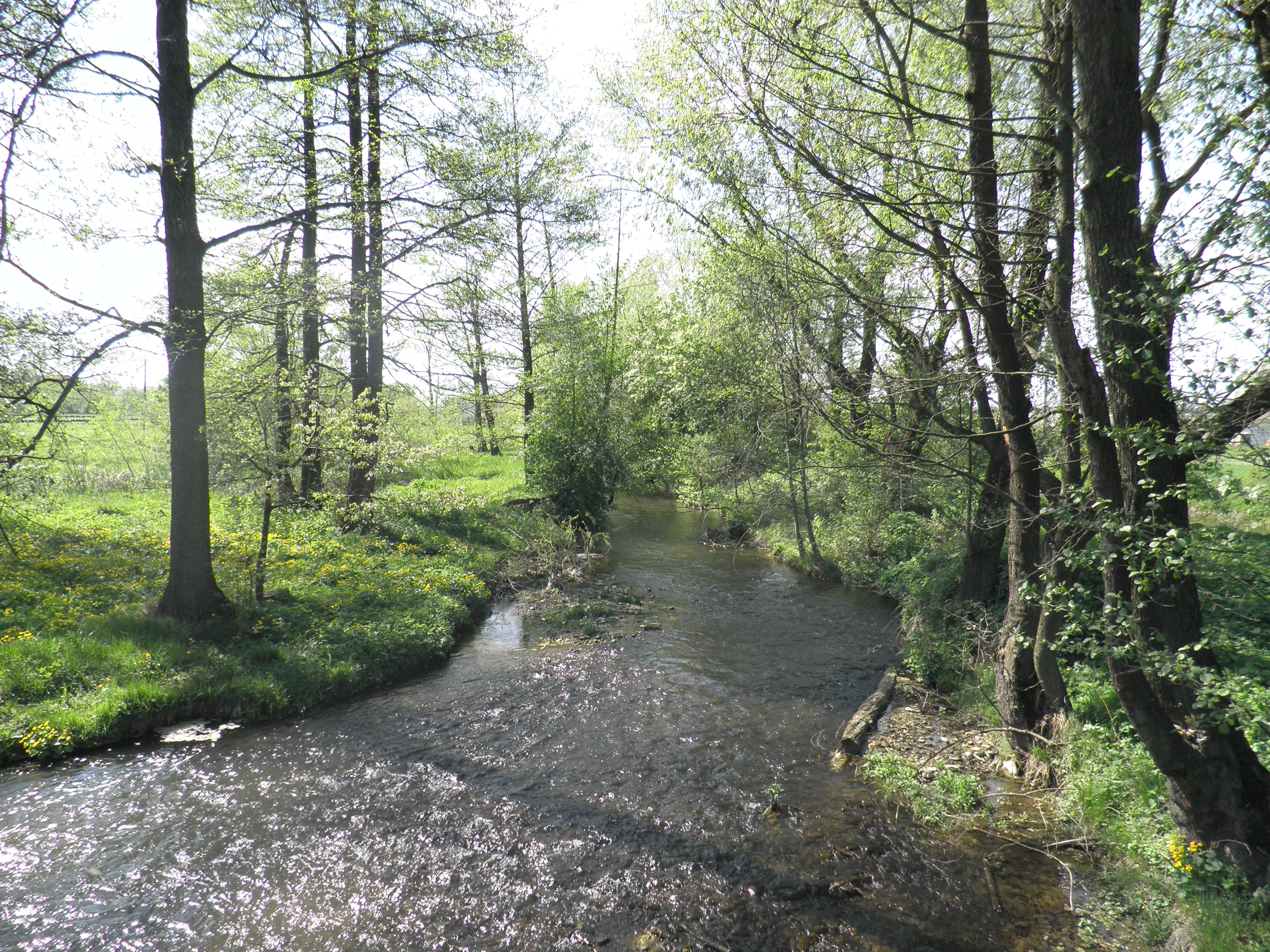
斯特林巴河

斯特林巴河（烏克蘭語：Стримба）是烏克蘭的河流，位於該國西部，屬於沃羅納河的左支流，流經伊萬諾-弗蘭科夫斯克州，河道全長44公里，流域面積130平方公里。